# Gunnerus Ridge
Gunnerus Ridge är en undervattensås i Antarktis. Den ligger i havet utanför Östantarktis. Norge gör anspråk på området.